# ASB Classic 2016
ASB Classic 2016 byl poprvé od roku 1981 společný tenisový turnaj, pořádaný jako součást mužského okruhu ATP World Tour a ženského okruhu WTA Tour. Odehrával se na dvorcích s tvrdým povrchem Plexicushion v areálu ASB Tennis Centre. Probíhal mezi 4. až 16. lednem 2016 v největším novozélandském městě Aucklandu jako čtyřicátý ročník mužské části turnaje a třicátý první ročník ženské poloviny.
Mužská polovina se řadila do kategorie ATP World Tour 250 a její dotace činila 520 070 amerických dolarů, z toho prize money 463 520 amerických dolarů. Ženská část s rozpočtem 250 000 dolarů byla součástí kategorie WTA International Tournaments. Nejvýše nasazeným tenistou ve dvouhře se stal sedmý hráč světa David Ferrer ze Španělska. Mezi ženami pak obhájkyně titulu a také světová sedmička Venus Williamsová ze Spojených států, kterou v úvodním kole vyřadila Ruska Darja Kasatkinová. Poslední přímou startující v hlavní singlové soutěži byla 78. kolumbijská hráčka žebříčku Mariana Duqueová Mariñová a mezi muži pak 64. španělský tenista klasifikace Pablo Andújar.
Turnaj byl do roku 1981 hrán společně pod názvem Auckland Championship. Následně probíhal třicet čtyři let rozdělen. V sezóně 2016 došlo opět ke sloučení v souvislosti s umenšením sponzorské role firmy Heineken v mužské části, hrané jako Heineken Open. Důvodem se stala legislativní restrikce na sponzoring alkoholových produktů. Generální sponzor ženské části, bankovní dům ASB, tak převzal záštitu i nad mužským turnajem. Heineken turnaj dále dotoval menší částkou.
Druhý titul na okruhu WTA získala Američanka Sloane Stephensová. Ženskou čtyřhru opanovala belgická dvojice Elise Mertensová a An-Sophie Mestachová. Mužskou dvouhru vyhrál Španěl Roberto Bautista Agut. Deblovou polovinu pak chorvatsko-novozélandský pár Mate Pavić a Michael Venus.

## Rozdělení bodů a finančních odměn

### Rozdělení bodů
| Soutěž       | vítězové | finalisté | semifinalisté | čtvrtfinalisté | 16 v kole | 32 v kole | Q  | Q3 | Q2 | Q1 |
| ------------ | -------- | --------- | ------------- | -------------- | --------- | --------- | -- | -- | -- | -- |
| dvouhra mužů | 250      | 150       | 90            | 45             | 20        | 0         | 12 | 6  | 0  | 0  |
| čtyřhra mužů | 250      | 150       | 90            | 45             | 0         | —         | —  | —  | —  | —  |
| dvouhra žen  | 280      | 180       | 110           | 60             | 30        | 1         | 18 | 14 | 10 | 1  |
| čtyřhra žen  | 280      | 180       | 110           | 60             | 1         | —         | —  | —  | —  | —  |

### Finanční odměny
| Soutěž                              | vítězové | finalisté | semifinalisté | čtvrtfinalisté | 16 v kole | 32 v kole | Q3     | Q2     | Q1     |
| ----------------------------------- | -------- | --------- | ------------- | -------------- | --------- | --------- | ------ | ------ | ------ |
| dvouhra mužů                        | $82 450  | $43 430   | $23 525       | $13 400        | $7 900    | $4 680    | $0     | $2 105 | $1 055 |
| čtyřhra mužů                        | $25 070  | $13 170   | $7 140        | $4 080         | $2 390    | —         | —      | —      | —      |
| dvouhra žen                         | $43 000  | $21 400   | $11 300       | $5 900         | $3 310    | $1 925    | $1 005 | $730   | $530   |
| čtyřhra žen                         | $12 300  | $6 400    | $3 435        | $1820          | $960      | —         | —      | —      | —      |
| ve čtyřhře je uvedena částka na pár |          |           |               |                |           |           |        |        |        |

## Dvouhra mužů

### Nasazení
| Stát                          | Hráč                  | ATP | Nasazení |
| ----------------------------- | --------------------- | --- | -------- |
| Španělsko                     | David Ferrer          | 7.  | 1.       |
| Francie                       | Jo-Wilfried Tsonga    | 10. | 2.       |
| USA                           | John Isner            | 11. | 3.       |
| Jižní Afrika                  | Kevin Anderson        | 12  | 4        |
| Francie                       | Benoît Paire          | 19. | 5.       |
| Itálie                        | Fabio Fognini         | 21. | 6.       |
| Chorvatsko                    | Ivo Karlović          | 23. | 7.       |
| Španělsko                     | Roberto Bautista Agut | 25. | 8.       |
| Žebříček ATP ke 4. lednu 2016 |                       |     |          |

### Jiné formy účasti
Následující hráčí obdrželi divokou kartu do hlavní soutěže:
- David Ferrer
- Finn Tearney
- Michael Venus

Následující hráči postoupili z kvalifikace:
- Matthew Barton
- Benjamin Becker
- Thiemo de Bakker
- Robin Haase

### Odhlášení
před zahájením turnaje
- Aljaž Bedene (poranění dolní končetiny)

v průběhu turnaje
- John Isner (poranění kolene, únava)
- Sam Querrey (poranění kolene)[5][6]

### Skrečování
- Jack Sock (viróza)

## Mužská čtyřhra

### Nasazení
| Stát                                                                                      | Hráč                 | Stát      | Hráč           | WTA | Nasazení |
| ----------------------------------------------------------------------------------------- | -------------------- | --------- | -------------- | --- | -------- |
| Kolumbie                                                                                  | Juan Sebastián Cabal | Kolumbie  | Robert Farah   | 52. | 1.       |
| Filipíny                                                                                  | Treat Conrad Huey    | Bělorusko | Max Mirnyj     | 61. | 2.       |
| Německo                                                                                   | Philipp Petzschner   | Rakousko  | Alexander Peya | 74. | 3.       |
| USA                                                                                       | Eric Butorac         | USA       | Scott Lipsky   | 85. | 4.       |
| Žebříček ATP ke 4. prosinci 2016; číslo je součtem žebříčkového postavení obou členů páru |                      |           |                |     |          |

### Jiné formy účasti
Následující páry obdržely divokou kartu do hlavní soutěže:
- Marcus Daniell /  Artem Sitak
- Finn Tearney /  Wesley Whitehouse

## Ženská dvouhra

### Nasazení
| Stát                             | Hráčka                 | WTA | Nasazení |
| -------------------------------- | ---------------------- | --- | -------- |
| USA                              | Venus Williamsová      | 7.  | 1.       |
| Srbsko                           | Ana Ivanovićová        | 16. | 2.       |
| Dánsko                           | Caroline Wozniacká     | 17. | 3.       |
| Rusko                            | Světlana Kuzněcovová   | 25. | 4.       |
| USA                              | Sloane Stephensová     | 30. | 5.       |
| USA                              | Coco Vandewegheová     | 37. | 6.       |
| Česko                            | Barbora Strýcová       | 42. | 7.       |
| Belgie                           | Alison Van Uytvancková | 44. | 8.       |
| Žebříček WTA k 28. prosinci 2015 |                        |     |          |

### Jiné formy účasti
Následující hráčky obdržely divokou kartu do hlavní soutěže:
- Marina Erakovicová
- Jeļena Ostapenková
- Francesca Schiavoneová

Následující hráčky si zajistily postup do hlavní soutěže v kvalifikaci:
- Kiki Bertensová
- Naomi Broadyová
- Kirsten Flipkensová
- Tamira Paszeková

### Skrečování
- Mona Barthelová (nemoc)

## Ženská čtyřhra

### Nasazení
| Stát                                                                         | Hráčka                     | Stát      | Hráčka                | WTA  | Nasazení |
| ---------------------------------------------------------------------------- | -------------------------- | --------- | --------------------- | ---- | -------- |
| Česko                                                                        | Andrea Hlaváčková          | Česko     | Lucie Hradecká        | 37.  | 1.       |
| Německo                                                                      | Julia Görgesová            | Slovinsko | Katarina Srebotniková | 38.  | 2.       |
| Německo                                                                      | Anna-Lena Grönefeldová     | USA       | Coco Vandewegheová    | 78.  | 3.       |
| Polsko                                                                       | Klaudia Jansová-Ignaciková | Polsko    | Paula Kaniová         | 112. | 4.       |
| Žebříček WTA k 28. prosinci 2015; číslo je součtem umístění obou členek páru |                            |           |                       |      |          |

### Jiné formy účasti
Následující páry obdržely divokou kartu do hlavní soutěže:
- Rosie Chengová /  Sacha Jonesová
- Kirsten Flipkensová /  Ana Ivanovićová

### Odhlášení
v průběhu turnaje
- Ana Ivanovićová (nevolnost)

## Přehled finále

### Mužská dvouhra
- Roberto Bautista Agut vs.  Jack Sock, 6–1, 1–0skreč

### Ženská dvouhra
- Sloane Stephensová vs.  Julia Görgesová, 7–5, 6–2

### Mužská čtyřhra
- Mate Pavić /  Michael Venus vs.  Eric Butorac /  Scott Lipsky, 7–5, 6–4

### Ženská čtyřhra
- Elise Mertensová /  An-Sophie Mestachová vs.  Danka Kovinićová /  Barbora Strýcová, 2–6, 6–3, [10–5]